# حديد مطاوع

عامود حديدي في دلهي، الهند يحتوي على 98% من الحديد المطاوع

الحديد المطاوع إحدى السبائك الحديدية التي يتم إنتاجها من الحديد الزهر (الغفل) بتقليل نسب الكربون والشوائب فيه. ويتم إنتاجه في أفران عاكسة
مبطنة من الداخل بأكسيد الحديديك حيث يوضع مصهور الحديد في الفرن، ويمرر هواء ساخن لأكسدة الشوائب، فيتحول بعضها إلى أكاسيد غازية تتطاير، والبعض الآخر إلى أكاسيد تتحد مع بطانة الفرن لتحول إلى خبث، ويسحب المعدن وهو ما زال لينًا من الفرن ثم يطرق لفصل ما به من خبث، ويشكّل إلى صفائح وقضبان.
يعرف الحديد المطاوع تاريخيًا باسم الحديد النقي، وهو ما لا يمكن اعتباره اليوم حديدًا نقيًا، فالحديد النقي اليوم ينبغي أن يكون نسبة الكربون أقل من 0.008%.